# Limnofila
Limnofila (lat. Limnophila) je biljni rod iz porodice trpučevki  (Plantaginaceae). Pripada mu 46 vrsta u suptropskom i tropskom Starom svijetu, te u Australiji. U Ajustraliji su dvije vrste endemske.

## Opis
To je zeljasto vodeno bilje, jednogodišnje i trajnice. Tipična vrsta je Limnophila gratioloides , sinonim za L. indica, biljka raširena po Africi i Aziji.

## Vrste
1. Limnophila aquatica (Roxb.) Alston
2. Limnophila aromatica (Lam.) Merr.
3. Limnophila australis Wannan & J.T.Waterh.
4. Limnophila balsamea (Benth.) Benth.
5. Limnophila bangweolensis (R.E.Fr.) Verdc.
6. Limnophila barteri Skan
7. Limnophila borealis Y.Z.Zhao & Ma fil.
8. Limnophila brownii Wannan
9. Limnophila cambodiana T.Yamaz.
10. Limnophila cana Griff.
11. Limnophila ceratophylloides (Hiern) Skan
12. Limnophila chinensis (Osbeck) Merr.
13. Limnophila connata (Buch.-Ham. ex D.Don) Hand.-Mazz.
14. Limnophila crassifolia Philcox
15. Limnophila dasyantha (Engl. & Gilg) Skan
16. Limnophila erecta Benth.
17. Limnophila fluviatilis A.Chev.
18. Limnophila fragrans (G.Forst.) Seem.
19. Limnophila geoffrayi Bonati
20. Limnophila glabra (Benj.) Kerr
21. Limnophila glandulifera Philcox
22. Limnophila hayatae T.Yamaz.
23. Limnophila helferi Hook.fil.
24. Limnophila heterophylla (Roxb.) Benth.
25. Limnophila hippuridoides Philcox
26. Limnophila indica (L.) Druce
27. Limnophila laotica Bonati
28. Limnophila laxa Benth.
29. Limnophila limnophiloides (Blatt. & Hallb.) Karthik. & V.S.Kumar
30. Limnophila micrantha (Benth.) Benth.
31. Limnophila obovata Merr.
32. Limnophila palauensis T.Yamaz.
33. Limnophila parviflora T.Yamaz.
34. Limnophila poilanei T.Yamaz.
35. Limnophila polyantha Kurz ex Hook.fil.
36. Limnophila polystachya Benth.
37. Limnophila pulcherrima (Griff.) Hook.fil.
38. Limnophila repens (Benth.) Benth.
39. Limnophila rugosa (Lour.) Merr.
40. Limnophila sessiliflora (Vahl) Blume
41. Limnophila siamensis T.Yamaz.
42. Limnophila tillaeoides Hook.fil.
43. Limnophila verticillata T.Yamaz.
44. Limnophila villifera Miq.
45. Limnophila villosa Blume
46. Limnophila wilsonii Kasselm.
47. Limnophila ×ludoviciana Thieret

## Sinonimi
- Ambulia Adans.; Fam. 2: 208 (1763)
- Bonnayodes Blatt. & Hallb.; J. Indian Bot. 2: 45 (1921)
- Cybbanthera Buch.-Ham. ex D.Don; Prodr. Fl. Nepal.: 87 (1825)
- Diceros Lour.; Fl. Cochinch.: 381 (1790)
- Honottia Rchb.; Consp. Regn. Veg.: 172 (1828)
- Hydropityon C.F.Gaertn.; Suppl. Carp. 3: 19 (1805)
- Tala Blanco; Fl. Filip.: 484 (1837)
- Terebinthina Rumph. ex Kuntze; Revis. Gen. Pl. 2: 477 (1891)